# غاري سوان
غاري سوان (بالإنجليزية: Gary Swann)‏ هو لاعب كرة قدم بريطاني في مركز الوسط، ولد في 11 أبريل 1962 في يورك في المملكة المتحدة. لعب مع بريستون نورث إيند ونادي سكاربورو ونادي يورك سيتي وهال سيتي.

## وصلات خارجية
- غاري سوان على موقع Soccerbase.com (لاعب) (الإنجليزية)